# Joan van Hoorn
Joan van Hoorn (1653-1711) fue gobernador general de las Indias Neerlandesas desde 1704 hasta 1709.
Joan (o Johan) van Hoorn nació el 16 de noviembre de 1653, hijo del adinerado fabricante de pólvora de Ámsterdam, Pieter Janszn van Hoorn y su esposa Sara Bessels, nieta de Gerard Reynst. Como el comercio de la pólvora ya no iba tan bien, sus influyentes amigos consiguieron que lo nombraran Consejero extraordinario (Raad extraordinair) del Consejo Holandés de Indias. Toda la familia partió hacia las Indias en 1663, incluido Joan.
En 1665, cuando todavía tenía solo 12 años, Joan van Hoorn ya era asistente adjunto (asistente superior) en la Compañía Neerlandesa de las Indias Orientales (VOC). Desde julio de 1666 hasta enero de 1668, acompañó a su padre en una misión a China, donde fue recibido por el emperador Kangxi. A partir de entonces, Van Hoorn hizo un rápido progreso en su carrera. Se convirtió en asistente (Asistente) en 1671, Underbuyer (onderkoopman) en 1673, comprador (Koopman) y primer secretario de la función general de secretaría en 1676. Fue nombrado secretario del Alto Gobierno (Hoge Regering) en 1678. El 11 de agosto de 1682 se convirtió en consejero extraordinario del Consejo de las Indias. Ese mismo año fue enviado de visita a Bantam. También fue nombrado presidente del Weeskamer (supervisando las propiedades de los huérfanos, etc.). En 1684, se convirtió en presidente del College van Heemraden. En 1685 tuvo lugar una nueva visita a Bantam, tras lo cual fue nombrado consejero titular (Raad ordinair) de las Indias.
En 1691 Van Hoorn se casó con Anna Struis. Tuvieron una hija, Petronella Wilhelmina. Más tarde se casó con Jan Trip, el hijo del alcalde. 
Van Hoorn se convirtió en director general en 1691. En este cargo, reorganizó por completo la administración de la Compañía. Tras la muerte de su esposa, se volvió a casar, en 1692, esta vez con Susanna, la hija del entonces gobernador general Willem van Outhoorn. Él mismo fue nombrado, el 20 de septiembre de 1701, gobernador general en sucesión de su suegro. Sin embargo, se negó a aceptar el cargo hasta que otros tres altos funcionarios (Mattheus de Haan, Hendrick Zwaardecroon y de Roo), nombrados por él, fueran admitidos en el Alto Gobierno de las Indias. Hizo esto porque no tenía fe en el Consejo existente. Los Diecisiete Lores (Heren XVII) accedieron a esta demanda y el 15 de agosto de 1704, Joan van Hoorn aceptó el cargo de gobernador general.
Los primeros años del mandato de Joan van Hoorn estuvieron marcados por la guerra que entonces se estaba librando: la Primera Guerra de Sucesión de Java (1704-1708). Al principio, la Compañía quería mantenerse al margen del conflicto, pero finalmente tuvieron que tomar partido. En 1705, Joan van Hoorn concluyó un acuerdo con el Sultanato de Mataram, que cedió Java Occidental a la Compañía. Joan van Hoorn experimentó con la plantación de café. Los precios eran determinados por los comerciantes de Mocha, así que para hacer algo al respecto, la Compañía intentó cultivar café en otras regiones. Posteriormente, hubo una gran expansión del cultivo de café, especialmente en las tierras altas de Priangan cerca de Batavia.
El 2 de marzo de 1708, se concedió la solicitud de Joan van Hoorn de dejar el puesto. El 30 de octubre de 1709, entregó el cargo a su suegro Abraham van Riebeeck. A pesar de su solicitud adicional de permanecer en las Indias, fue llamado a los Países Bajos como comandante de la flota que regresaba. Compró una casa en el Herengracht de Ámsterdam. El Heren XVII le obsequió una cadena y una medalla de oro. Murió seis meses después de su regreso el 21 de febrero de 1711.